# Jindřichov (Cheb)
Jindřichov (deutsch Honnersdorf) ist eine Siedlung der Stadt Cheb (Eger) im Okres Cheb (Bezirk Cheb). 

## Lage
Der Ort liegt rund 3 km nordöstlich von Cheb und 3 km südöstlich des Kurortes Franzensbad (Františkovy Lázně). Die Gemarkung umfasst etwa eine Fläche von 1,83 km². Der Ort im Egerland ist etwa 7 km vom südlichsten Punkt Sachsens entfernt und befindet sich nahe der Hauptstraße von Eger nach Falkenau (Sokolov) und Karlsbad. Die Gemarkung nennt sich Jindřichov u Tršnic.

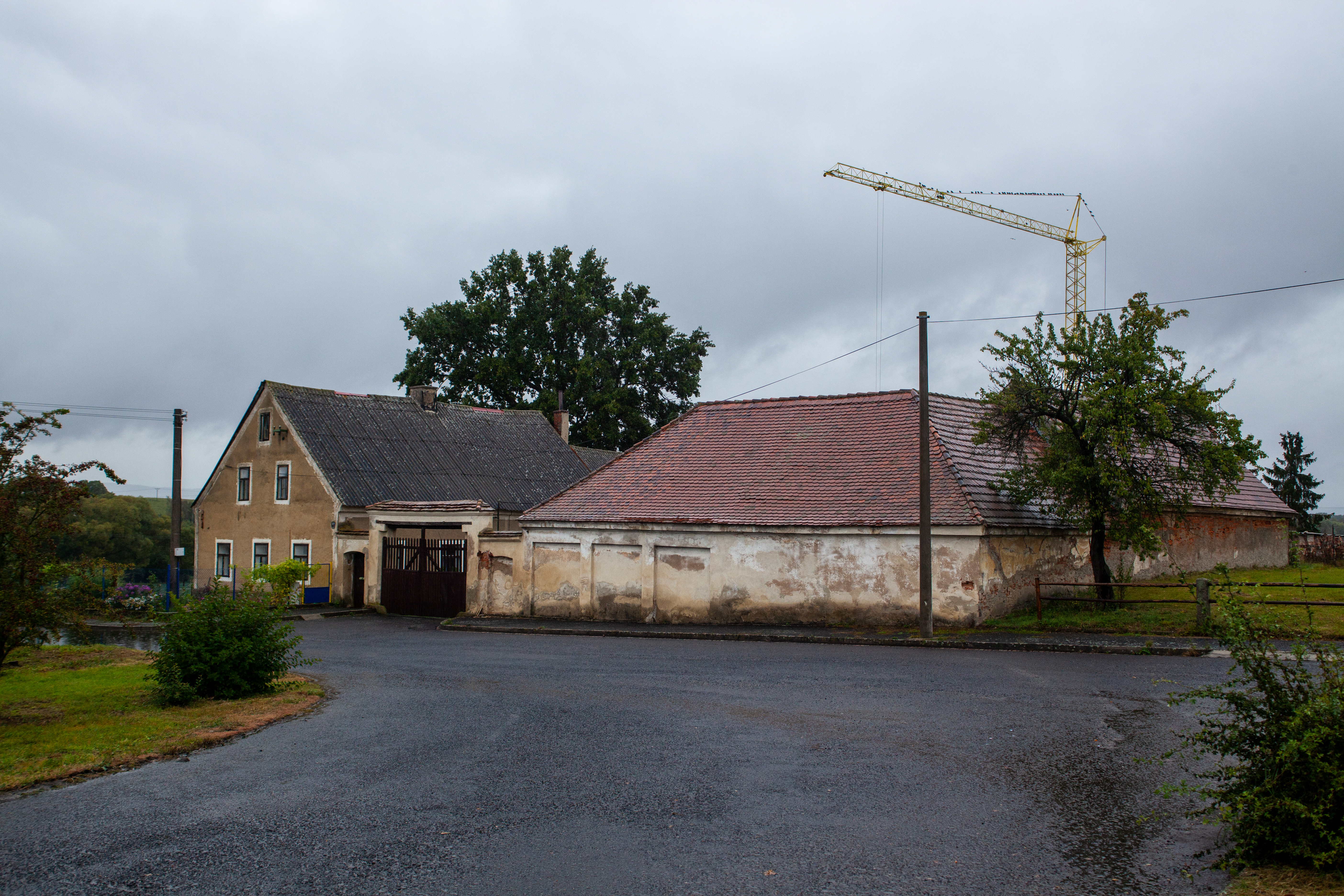
Blick in die Ortslage

## Geschichte
Honnersdorf wurde erstmals 1290 erwähnt. 2011 lebten im Ort 64 Personen.
| Jahr          | 1869 | 1880 | 1890 | 1900 | 1910 | 1921 | 1930 | 1950 | 1961 | 1970 | 1980 | 1991 | 2001 | 2011 |
| ------------- | ---- | ---- | ---- | ---- | ---- | ---- | ---- | ---- | ---- | ---- | ---- | ---- | ---- | ---- |
| Einwohnerzahl | 107  | 123  | 114  | 92   | 121  | 118  | 156  | 85   | 88   | 61   | 49   | 97   | 84   | 64   |
| Häuser        | 12   | 13   | 13   | 13   | 14   | 15   | 20   | 20   | 17   | 17   | 15   | 28   | 28   | 29   |

## Belege
1. ↑  STATISTICKÝ LEXIKON OBCÍ ČESKÉ REPUBLIKY 2013 Podle správního rozdělení k 1.1. 2013 a výsledků sčítání lidu, domů a bytů k 26. březnu 2011 Zpracoval Český statistický úřad ve spolupráci s Ministerstvem vnitra ČR. 1. Januar 2013, S. 265, archiviert vom Original (nicht mehr online verfügbar) am 6. März 2016; abgerufen am 19. März 2024 (tschechisch).  Info: Der Archivlink wurde automatisch eingesetzt und noch nicht geprüft. Bitte prüfe Original- und Archivlink gemäß Anleitung und entferne dann diesen Hinweis.
2. ↑  Archivierte Kopie (Memento des Originals vom 27. Oktober 2022 im Internet Archive)  Info: Der Archivlink wurde automatisch eingesetzt und noch nicht geprüft. Bitte prüfe Original- und Archivlink gemäß Anleitung und entferne dann diesen Hinweis.